# グーイー・バター・ケーキ

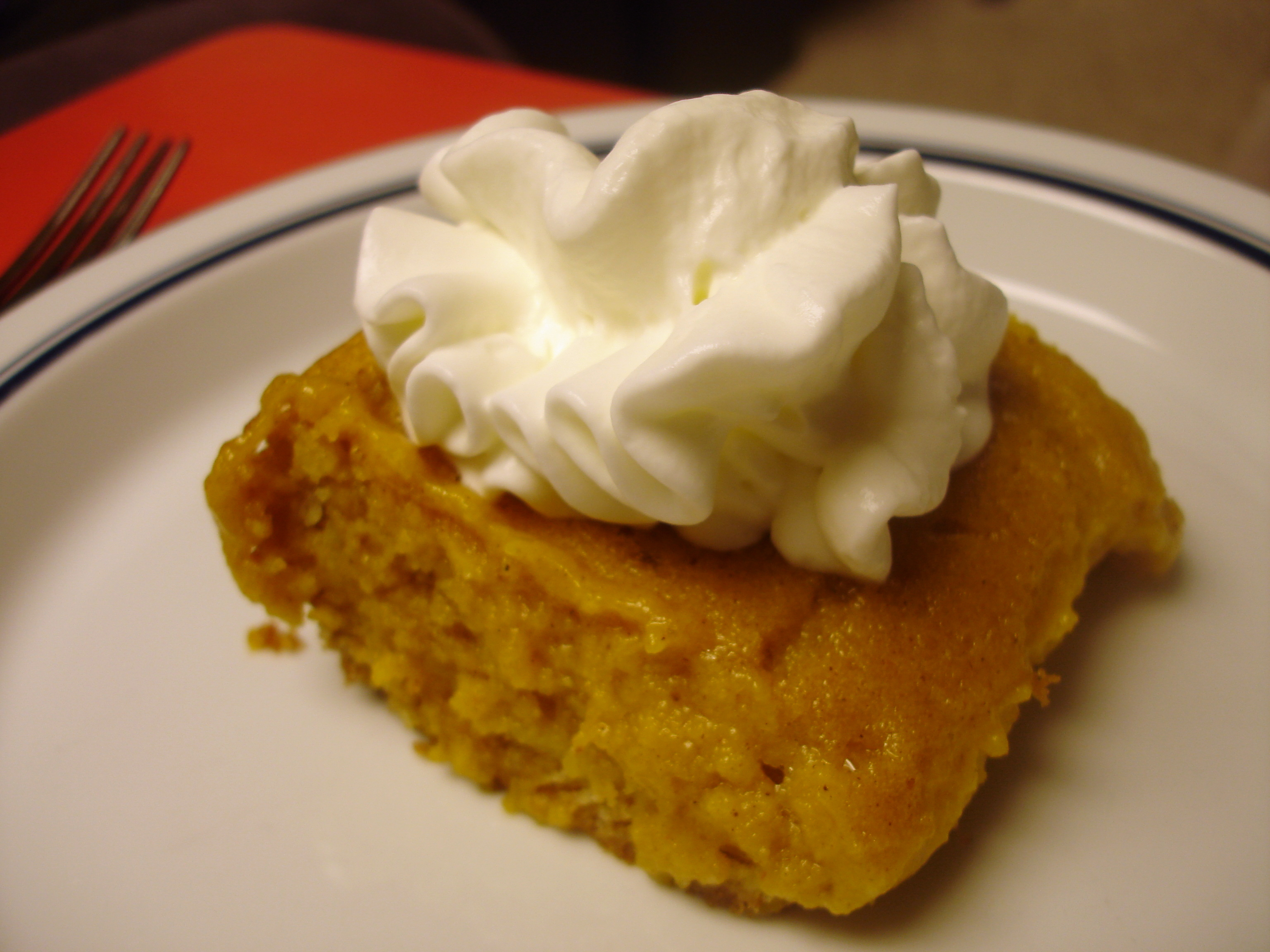
グーイー・バター・ケーキ (カボチャ風味)

グーイー・バター・ケーキ (英語: gooey butter cake) は、アメリカ合衆国ミズーリ州セントルイスの銘菓。デザートではなくティーブレイク用のいわゆるコーヒーケーキに分類される。ベイカーズ型 (bakers gooey butter) とクリームチーズ型 (cream cheese and yellow cake mix) の2種類がある。本来のレシピはベイカーズ型で、1930年代頃に考案されたと見られている。
セントルイス商工会議所では「セントルイスが誇る、一風変わった人気のお菓子」と銘打ってウェブサイト上にレシピを公開している。紹介されているのは、下層にバターとイエロー・ケーキ、上層に卵とクリームチーズ、アーモンドエッセンスを使い、最後に粉砂糖をふるうというもの。
地元セントルイスの食料品店シュナックスやディルバーグス等をはじめとして、ベイカーズ型を使う菓子店が多い。但し本来のベイカーズ型そのものではなく、コーンシロップ、砂糖、粉末卵を基にしたレシピを使っている。いずれにせよケーキミックスやクリームチーズは使われない。一方クリームチーズ型は家庭で簡単に作れるようにベイカーズ型に手を加えたものである。
出自については1990年代半ばに発行の『セントルイス一朝一夕(Saint Louis Days...Saint Louis Nights)』(ISBN 0-9638298-1-5)に詳しい。それによれば、セントルイス在住のドイツ系アメリカ人の菓子職人が、ケーキを焼く際に砂糖と小麦粉の比を反対にしてしまった際に偶然できたものだと言われている。 
実際にこの菓子職人が働いていた菓子店の主人はジョン・ホフマン (John Hoffman) という。内実は、グーイー・バターとディープ・バターを取り違えたのが由来のようだ。前者はデニッシュ・ロールやシュトレン等の表面に塗りつけ、ココナッツ、ピーナツ、パン粉などをまぶす際の接着剤の働きをする（グーイー (gooey) とはべたべたするという意味）。ちなみに後者はコーヒーケーキ用である。主人の雇った新人の職人が両者を取り違えてしまったのだが、既に焼き上げ準備段階に入っており時遅しであった。捨ててしまうのも難だということで、主人はそのまま焼き上げてしまった。怪我の功名か、意外にも売り上げは好調だったため、定番メニューとして残すことにした。後セントルイス中の菓子店にこの「失敗作」が広まっていき定着したと言うのが事の真相である。
Ozenkoski's Bakeryとセントルイス発祥の喫茶店「パネラ・ブレッド」(Panera Bread、旧セントルイス・ブレッド・カンパニー) ではグーイー・バターを使ったデニッシュを提供している。 